# Avelino Moriggi
Avelino Moriggi (Cinisello Balsamo, 10 novembre 1946) è un ex calciatore italiano, di ruolo portiere.

## Carriera
Cominciò nella Novese, in Serie D per poi passare all'Alessandria vestendone la maglia per quattro anni. Nel 1970-1971 fu acquistato come riserva di Michelangelo Sulfaro dalla Lazio; esordì in Serie A in Lazio-Torino (1-1). L'anno successivo, chiuso da Claudio Bandoni e Rosario Di Vincenzo, fu ceduto a novembre all'Arezzo per poi venire reingaggiato dalla Lazio nella stagione 1972-1973; con i biancocelesti vinse lo scudetto 1973-1974. Nel 1975-1976 giocò una gara in Serie A. In quattro anni di milizia laziale venne utilizzato in 6 gare di Coppa Italia e 3 di campionato.
Nel 1976-1977 fu ceduto al Novara, in Serie B, e al termine di quel campionato pose fine alla propria carriera.

## Palmarès

### Competizioni nazionali
- Campionato italiano: 1

Lazio: 1973-1974

### Competizioni internazionali
- Coppa delle Alpi: 1

Lazio: 1971

### Altre competizioni
- Campionato Under 23: 1

Lazio: 1973-1974